# 아멜리타 워드

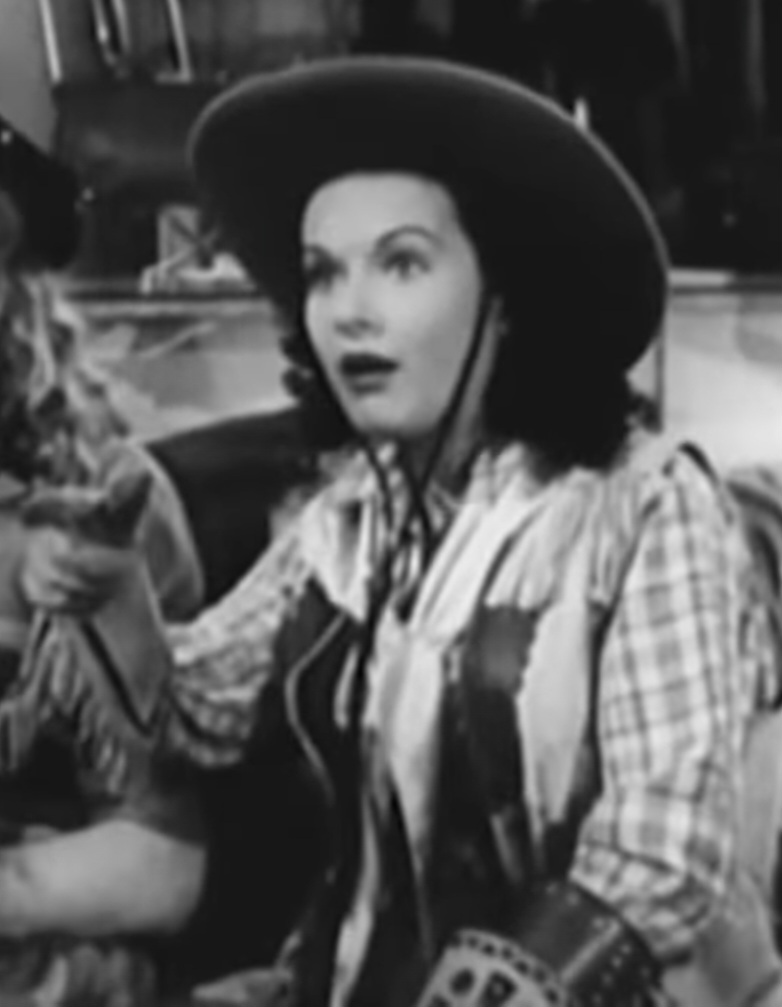

아멜리타 워드(Amelita Ward, 1923년 7월 17일 ~ 1987년 5월 1일)는 미국의 배우, 영화배우이다.
알렉산드리아에서 사망하였다.

## 영화
- 더 베스트 이어스 오브 아워 리브스 (1946년) - 카운터 걸 역
- 검은 거울 (1946년)
- 스카이스 더 리미트 (1943년)